# Giorgos Sfikas
Giorgos Sfikas (Γιώργος Σφήκας; * 1939 in Athen) ist ein griechischer Autor. Die deutschen Übersetzungen seiner Bücher erschienen unter dem Autorennamen George Sfikas.
Nach Besuch des Gymnasiums in Athen arbeitete Sfikas von 1964 bis 1980 für Werbeagenturen als Grafik-Designer. Seit 1970 beschäftigte er sich mit ökologischen und biologischen Fragestellungen und verfasste etwa 20 Bücher über die griechische Natur. Er entdeckte mehrere neue Pflanzenarten; zwei wurden nach ihm benannt (Viola sfikasiana und Colchicum sfikasianum). Von 2000 bis 2006 war er Präsident der Griechischen Gesellschaft für den Schutz der Natur (Πρόεδρος της Ελληνικής Εταιρείας Προστασίας της Φύσης). Zeitweilig arbeitete er für die Zeitschriften Corfés, Ecology and Environment, New Ecology, Ascents, Travelling, Nature and Life, Nature, Mountains.

## Werke (Auswahl auf Deutsch erschienener Titel)
- George Sfikas, Die wilden Blumen Kretas. Athen 1998, ISBN 960-226-043-2.
- George Sfikas, Bäume und Sträucher Griechenlands. Athen 1993, ISBN 960-226-074-2.